# Aldebaster
Aldebaster es una entidad de población española del municipio de Ea, perteneciente a la provincia de Vizcaya, en la comunidad autónoma del País Vasco.

## Toponimia
El lugar puede aparecer referido como «Aldebaster» y «Aldebáster».

## Historia
Hacia finales del siglo XIX, el lugar, por entonces perteneciente a la anteiglesia de Arbácegui, tenía contabilizada una población de 48 habitantes. Aparece descrito en el primer volumen del Diccionario geográfico, estadístico, histórico, biográfico, postal, municipal, marítimo y eclesiástico de España y sus posesiones de ultramar de Pablo Riera y Sans con las siguientes palabras:

ALDEBÁSTER.—Barrio agreg. al ayunt. de Nachítua y Éa, del que dista 2 kilómetros. Cuenta 48 hab. y 12 edificios. Organización judicial.—Depende del part. jud. de Guernica y aud. territorial de Búrgos, distante 204 kilómetros. Organización civil.—Corresponde á la prov. de Vizcaya. Organización militar.—Pertenece á la c. g. de las Provincias Vascongadas y gobierno militar de Bilbao. Organización económica.—Se halla sujeto á la admon. económica de su prov. y contribuye en union de su ayunt. Organización marítima.—Corresponde al departamento marítimo del Ferrol. Organización económica.—Depende de la dióc. de Calahorra, distante 176 kilómetros. La parroquia es la de la cabeza de su ayunt. Servicio público.—Recibe la corr. por las estac. de Bilbao, Vitoria y Zumárraga, conduccion de Zornoza á Bermeo, admon. subalterna de 6.ª clase de Guernica y cartería de su ayunt. Obras públicas y medios de comunicacion.—Los caminos son los mismos que atraviesan el término de su ayunt. Poblacion.—Se compone de casas de un piso. Artes, oficios é industria.—Su industria es la agricultura y la pesca. Situacion geográfica y topográfica.—Está situado dentro el término del ayunt. á que se halla agreg.
(Riera y Sans, 1881, pp. 382-383)